# 符天暦
符天暦（ふてんれき）は、中国の唐の建中年間（780年 - 783年）に曹士蔿（そうしい）によって編纂された中国暦の暦法。官暦としては採用されなかったが、その計算方法は後世の暦法に大きな影響を及ぼし、中国・日本の民間で占星術に広く用いられた。

## 概要
三統暦以来の上元積年法（暦元を遠い過去に置いて計算する方法）を用いず、近距法を用い、顕慶5年（660年）の雨水という近い過去を暦元とした。また、定数の分母を1万とする万分法を用い、1太陽年を365+2448/10000日とした。万分法は五代、後晋の調元暦、元の授時暦に採用された。またその中心差の計算は唐末の崇玄暦に影響している。
インド暦の影響を受け、九曜（日・月・五星・羅睺・計都）の運行位置などが計算された。これが占星術と結びついて民間で広く行われた。

## 受容と利用
日本でも天台宗の僧侶日延が輸入して、符天暦と天台宗などの密教と結びついて成立した宿曜道でも用いられた。室町時代の摂関一条兼良の説によれば、天徳2年（958年）に符天暦が採用されて、今日でも暦道が公式の暦である宣明暦とともに学んでいると記している。この記述を裏付ける証拠は乏しいが『小右記』などに暦道と宿曜道が協力して暦を作成時期があることが確認される事や、延応2年（1240年・仁治元年）具注暦（前田育英会所蔵『江談抄』紙背文書）に記載された同年10月16日の月食予報の記述に符天暦の数式が付記されており、公式には採用されなかったものの暦の修正などに際して、資料として用いられていたと考えられている。